# 月滿抱佳人
《月滿抱佳人》（英語：Moonstruck）是一套於1987年首映的美國浪漫喜劇電影，由诺曼·杰威森執導，雪兒及尼古拉斯·凯奇等主演。此片描述紐約市一名意大利裔女子在遇上未婚夫的弟弟後，兩人陷入熱戀的故事。
電影不但叫好叫座，亦於第60屆奧斯卡金像獎上入圍六個類別的獎項，包括最佳影片獎、最佳導演獎及最佳男配角獎，最後更於1988年4月11日當晚贏得三個獎：最佳原創劇本獎、最佳女主角獎及最佳女配角獎。

## 外部連結
- 互联网电影数据库（IMDb）上《月滿抱佳人》的资料（英文）
- Box Office Mojo上《月滿抱佳人》的資料（英文）
- 爛番茄上《月滿抱佳人》的資料（英文）